# Kostel svatého Jana Křtitele (Velké Losiny)
Kostel svatého Jana Křtitele ve Velkých Losinách je farním kostelem římskokatolické farnosti Velké Losiny. Jde o pozdně renesanční stavbu z let 1599–1603, později barokně upravenou V přistavené barokní kapli sv. Kříže je umístěna hrobka rodu Žerotínů. Jde o jednu z největších a nejosobitějších vesnických sakrálních památek na Moravě. Areál kostela je památkově chráněn od r. 1958. 

## Historie kostela
První písemná zmínka o losinském kostele je z r. 1351. Traduje se, že byl dřevěný a značně rozsáhlý. Na příkaz majitele panství Jana mladšího ze Žerotína byl v roce 1599 zbořen a dřevo bylo použito k výstavbě tří menších kostelů v okolí (Maršíkov, Žárová, Klepáčov).
Stavebně historický průzkum nasvědčuje tomu, že před rokem 1599 stál na místě dnešního kostela poněkud menší jednolodní, zčásti zděný kostel s mohutnou hranolovou věží. Na jeho místě byl vybudován v letech 1599 - 1603 nový zděný kostel s kryptou umístěnou uprostřed lodi pod lavicemi. Za stavitele bývá označován Antonio Thoma, který se podílel i na dalších sakrálních stavbách na šumpersku.
Původně byl určen pro evangelické luterské bohoslužby. Tomu odpovídalo jak strohé řešení interiéru, tak dosud zachované tribuny. Loď s valenou klenbou byla lemována emporami, v předsunutém presbyteriu byl umístěn mohutný pískovcový oltář. Fragment oltáře s námětem Křest Krista ve vodách Jordánu se uchoval do současné doby zazděn do východní stěny kostela. Věž byla zvýšena na 32 metrů a přestavěna patra a okna.
Po roce 1620 byl interiér kostela postupně upraven pro bohoslužby katolické. Původní vybavení bylo postupně obměňováno mimořádně cenným barokním, rokokovým a klasicistním mobiliářem a nástěnnými malbami, které však byly později zalíčeny nebo zničeny. K největším stavebním změnám došlo v roce 1784. V presbyteriu byly vybourány empory a zřízeny dvě nové oratoře. Kamenný oltář byl odstraněn, presbyterium bylo zmenšeno, vyvýšeno do podoby stupně a ohraničeno dřevěným vyřezávaným zábradlím. Na stěnu za oltářem byl umístěn uprostřed veliký oltářní obraz  Sv. Jan Křtitele od brněnského divadelního malíře Pachmayera.
V roce 1725 nechal Jan Ludvík ze Žerotína u severní strany kostelní zdi postavit kapli s rodinnou hrobkou, do níž se pohřbívalo až do r.1931. V roce 1787 byly vystavěny předsíně u severního a jižního vchodu do chrámové lodi.
V průběhu roku 1873 byl postupně rušen starý hřbitov kolem kostela. Některé náhrobníky umístěné na nebo při zdi kostela, především na východní a severní straně lodi a na kapli sv. Kříže, zde byly ponechány a zdobí kostel dodnes.
V průběhu 19. a 20. století nedošlo na samotné stavbě kostela již k žádným zásadním stavebním úpravám.
V letech 2004 až 2016 byla postupně obnovena fasáda kostela.

## Popis kostela

### Stavba
Kostel patří do skupiny staveb kazatelského typu, tedy s neodděleným kněžištěm. Jde o jednolodní stavbu s předsazenou čtyřhrannou věží na západě. Na východní straně je ukončen polygonálním závěrem. Klenba je vně jištěna opěrnými pilíři. Na východní straně nika s náhrobkem z počátku 19. století. U vchodu do kostela stojí kříž z roku 1807, který byl postaven a věnován Johannesem Thielem, a sousoší z roku 1813.

### Kaple sv. Kříže
Je pohřební kaplí Žerotínů. Byla vybudována jako polygonální kaple v barokním stylu v letech 1724-1725. Vchod do zádušní kaple s hrobkou byl probourán ze severní strany kostela. Hrobka byla umístěna v ochozech kolem kaple, jenž byl zpřístupněn po obou stranách kaple. Ve stěnách ochozu bylo oboustranně umístěno třicet čtyři pohřebních nik. Zemřelí byli pohřbíváni do výklenků v rakvích či schránách a zazdíváni. Zádušní kaple byla zasvěcena sv. Kříži. Autorem její sochařské výzdoby je Jiří Antonín Heinz, který pro Žerotíny pracoval ve 20.-30. letech 18. století. Traduje se, že pohřební kapli vymaloval Jan Kryštof Handke. Dochovalo se však pouze torzo figurální výmalby.

### Interiér
Kostel je zaklenutý mohutnou valenou klenbou s lunetami a štukovou výzdobou. Po stranách podél lodi jsou umístěny rozsáhlé zpěvácké tribuny. V okenních osách jsou vždy dvě okna – dolní velké je zakončeno lomeným obloukem, horní je kruhové. V roce 1896 byly pro kostel pořízeny tři překrásné kolorované mozaikové vitráže, které nahradily původní dřevěná klenutá okna v presbyteriu. Okna zakoupili patron farnosti Karel z Liechtensteina a Dr. Adolf Weiss z Tessbachu, slavný losinský rodák. Cennou památkou z 1. poloviny 18. století je bohatě zdobená křtitelnice s vyřezávaným poklopem a kazatelna, kterou zhotovil Georg Anton Heinz. Ukázkou rokokového moravského malířství je 14 obrazů křížové cesty, zavěšených na předprsni tribun. Autorem je prostějovský malíř Franz Anton Šebesta-Sebastiani.
Krásné barokní varhany postavil Jan Jiří Schwarz se svým bratrem roku 1768, autorem varhanní skříně byl Jan Jordan z Města Libavé. Varhanní stroj je rozdělen do tří částí, dvou konvexně-konkávních věží a ploššího pozitivu s jedním manuálem v zábradlí. Varhany jsou hratelné a běžně používány při mších.

## Fotogalerie

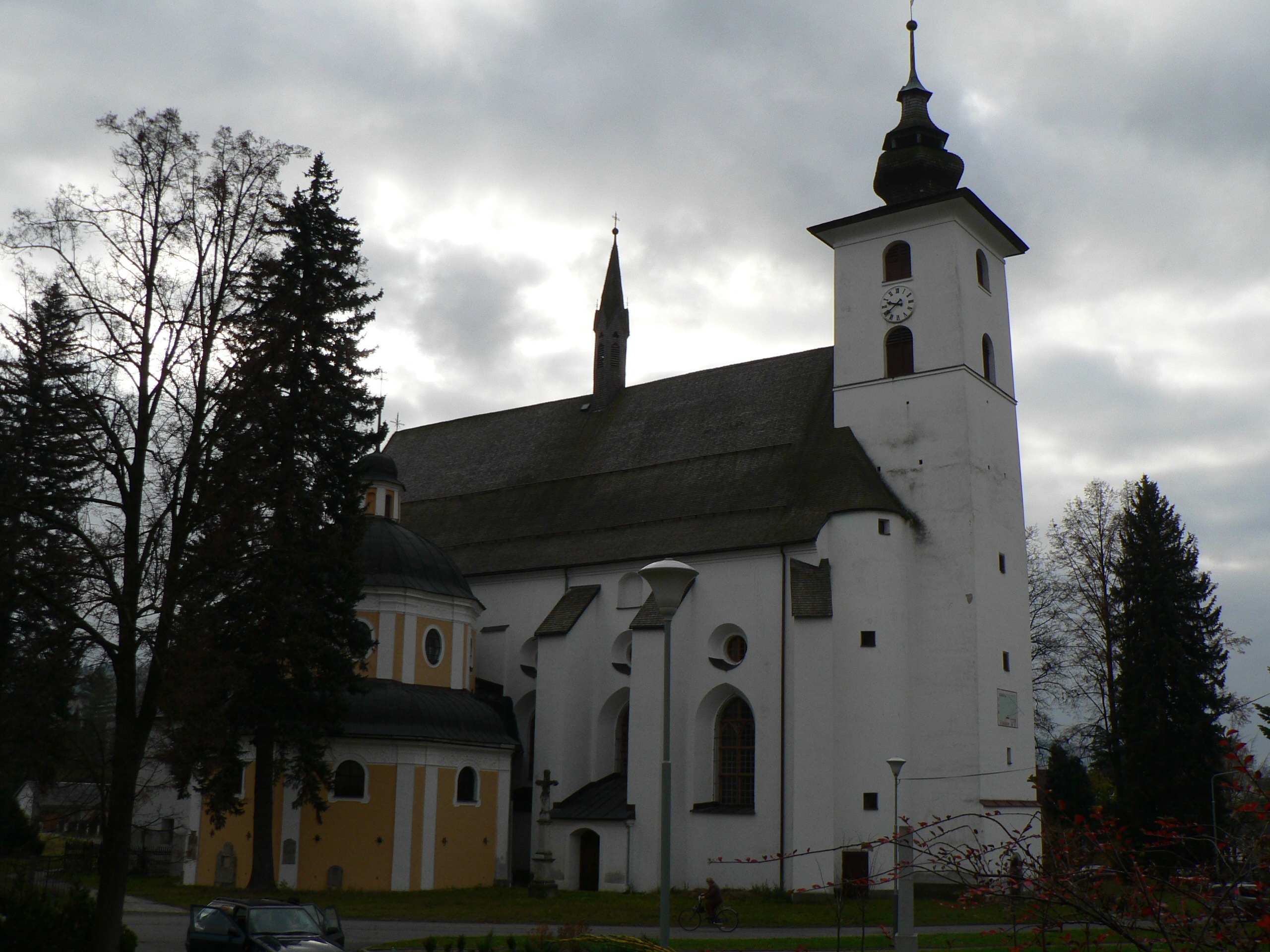
Kostel sv. Jana Křtitele s kaplí sv. Kříže
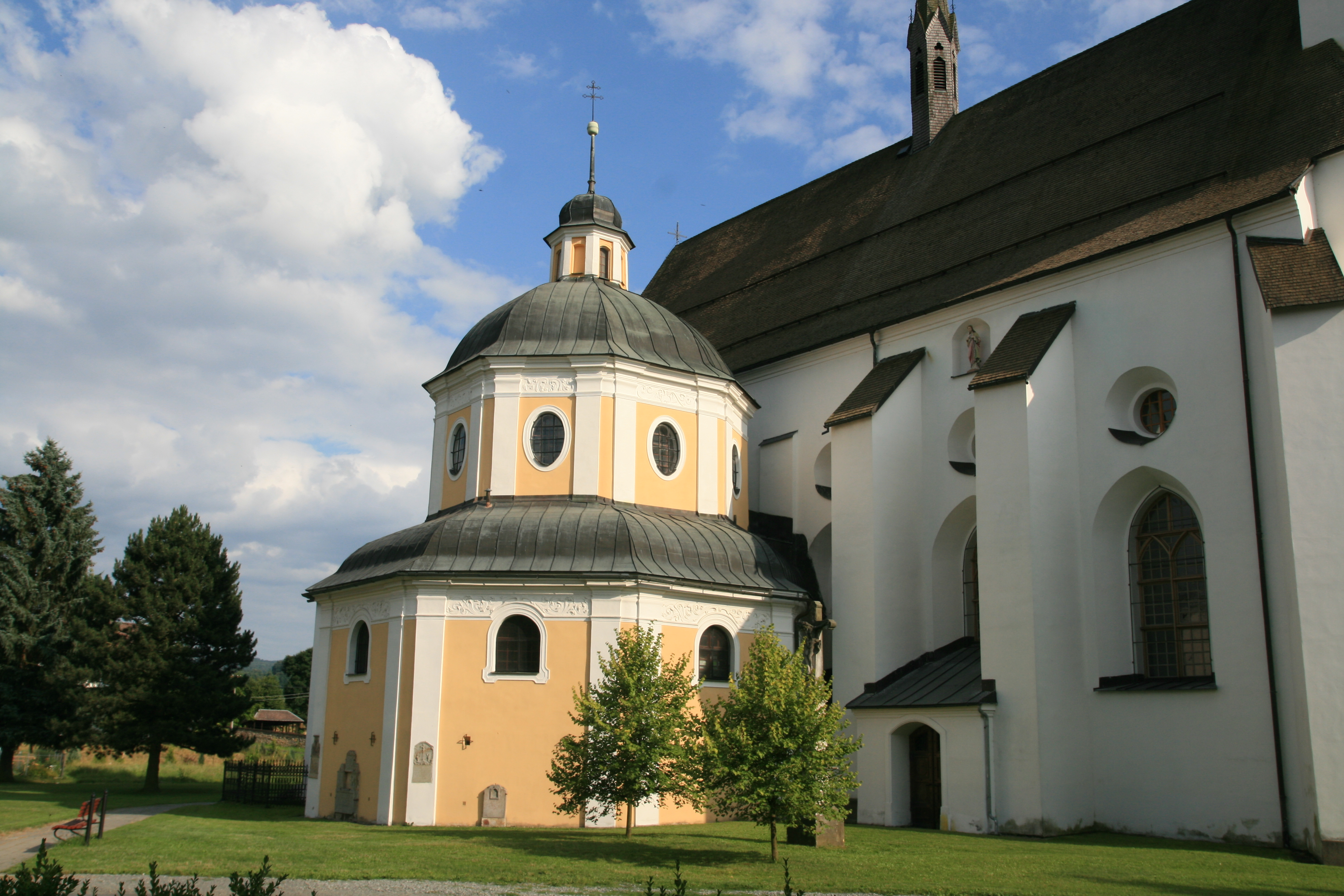
kaple sv. Kříže
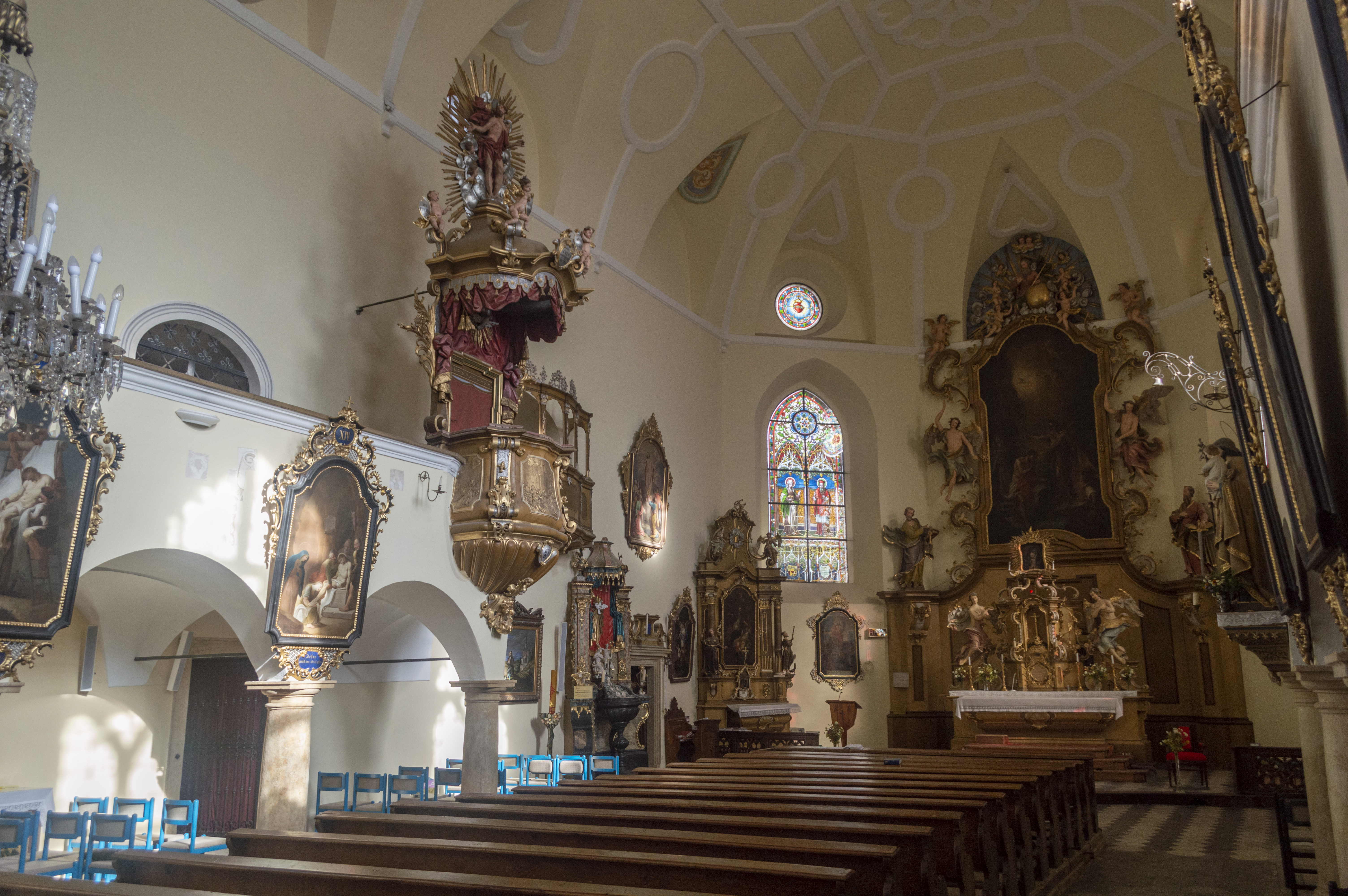
Interiér kostela
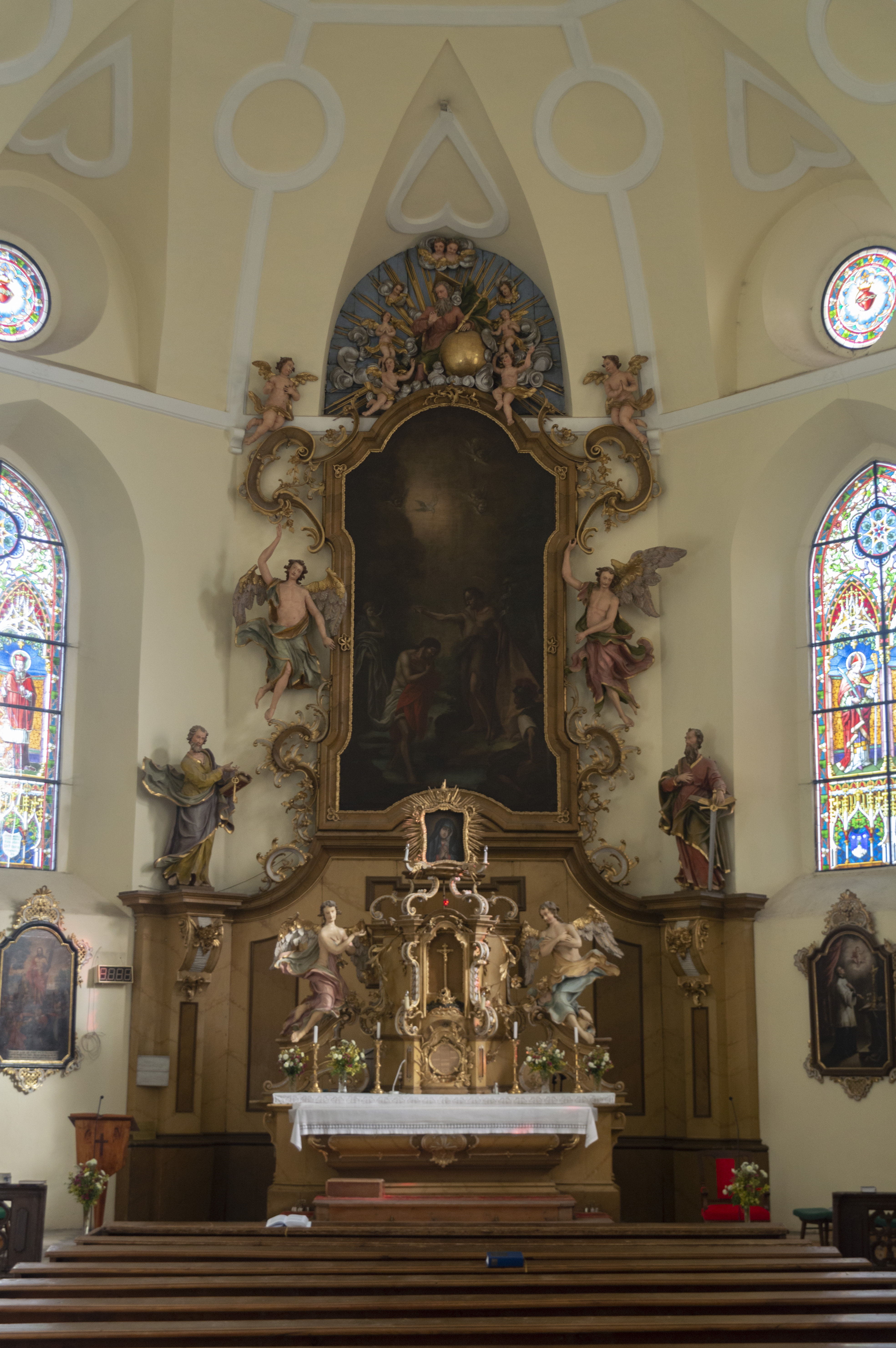
hlavní oltář
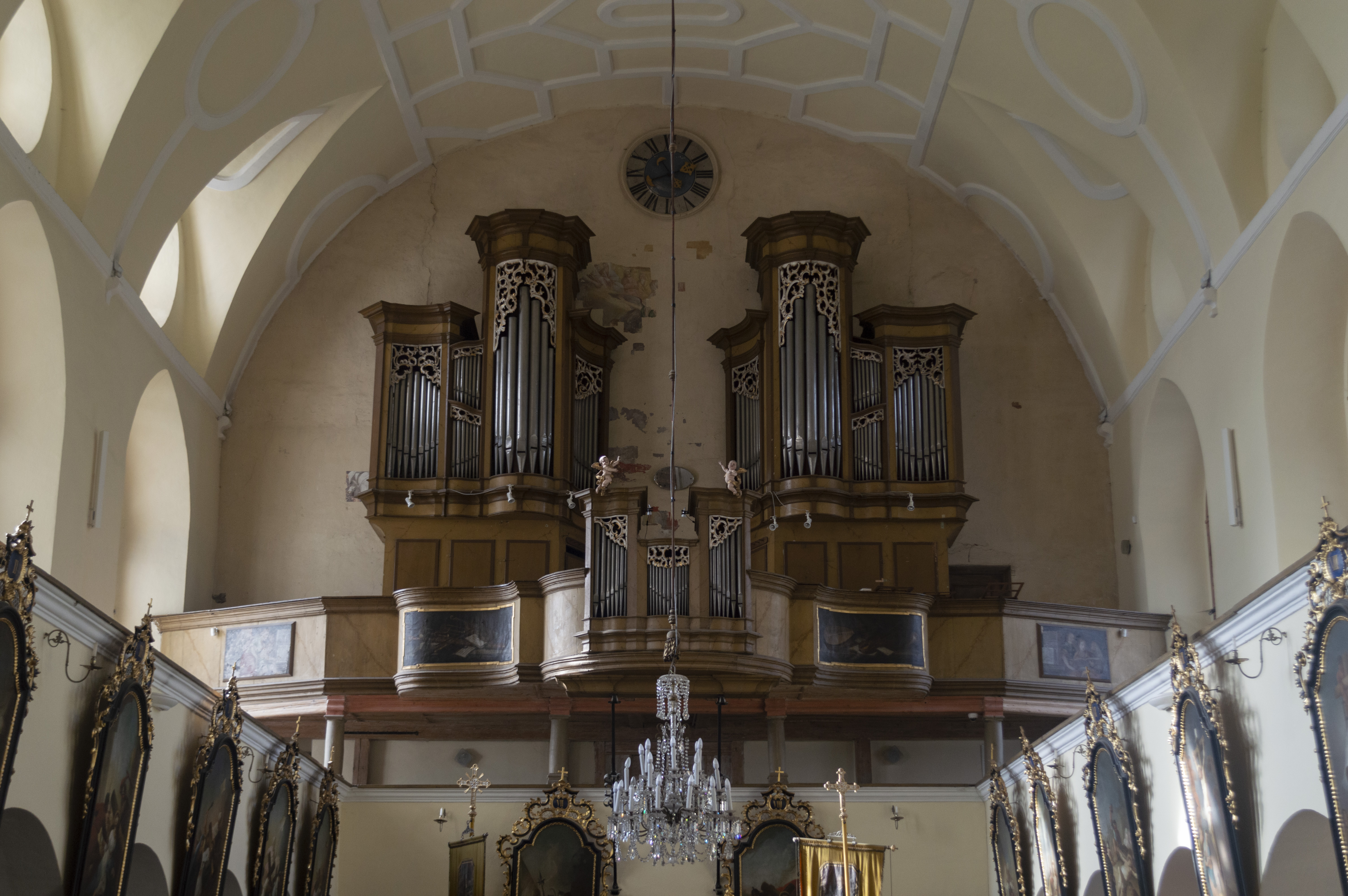
Varhany
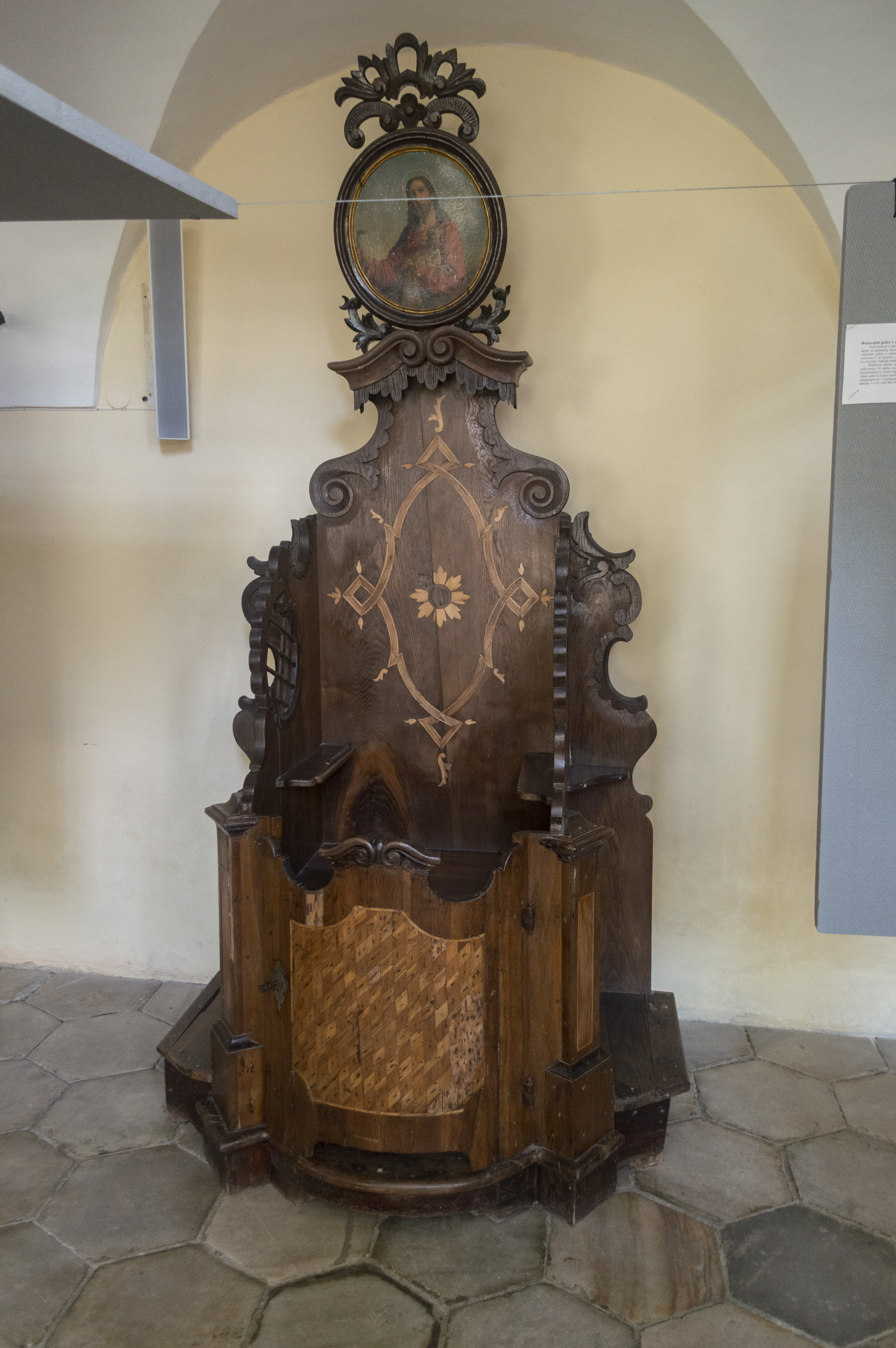
zpovědnice
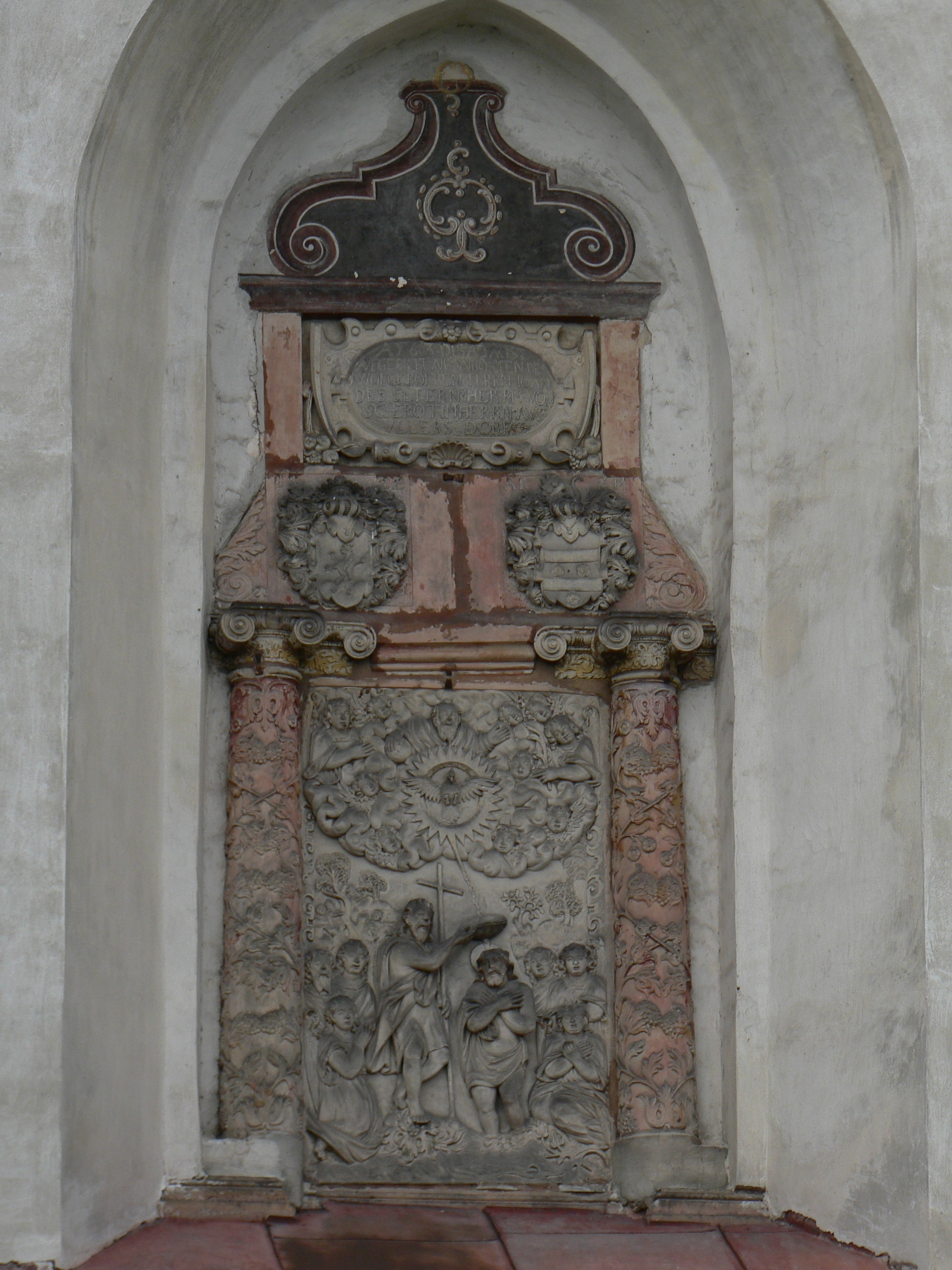
Reliéf Křest Ježíše Krista v závěru presbytáře
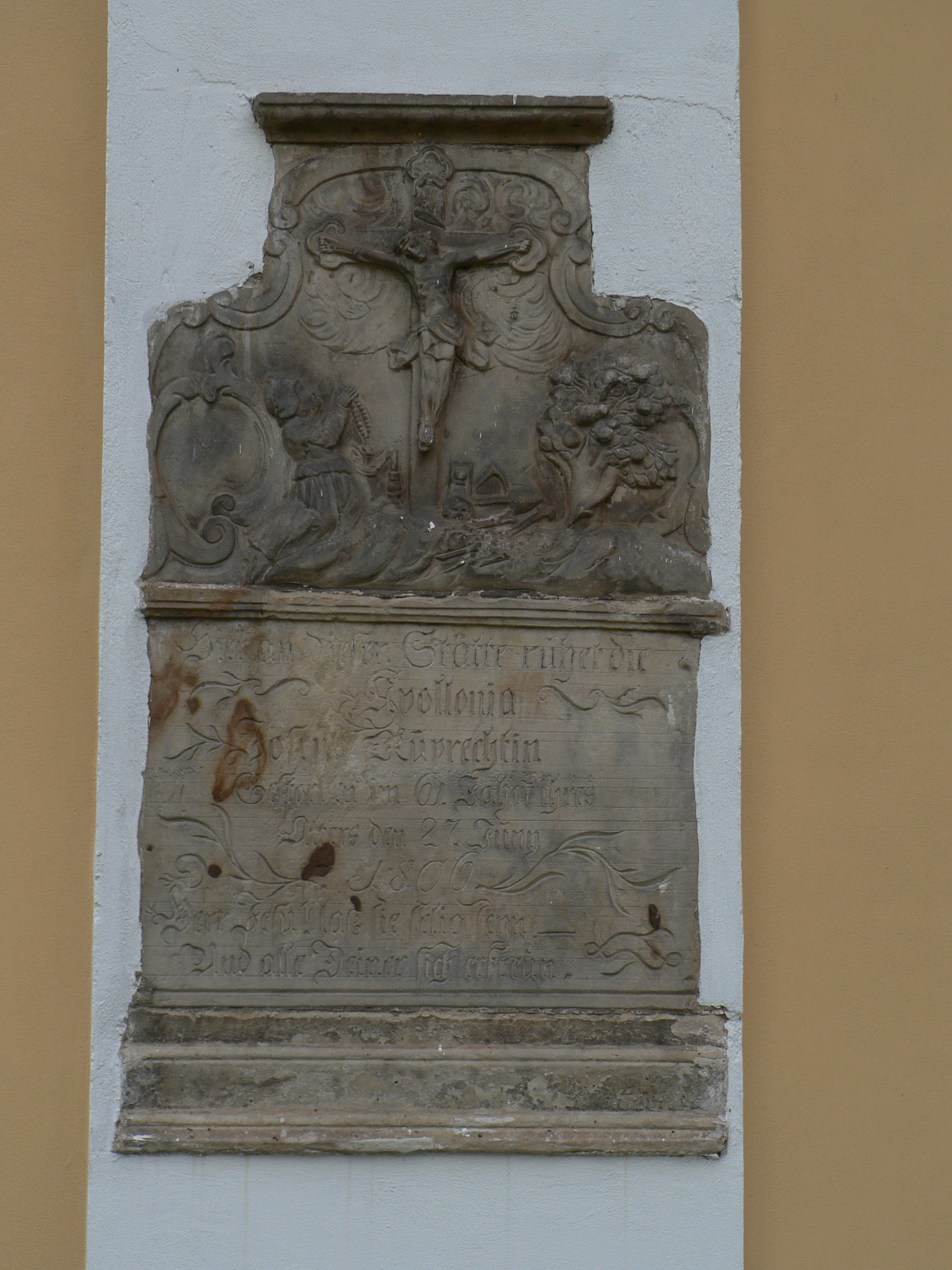
Náhrobek Žerotínů na kapli sv. Kříže
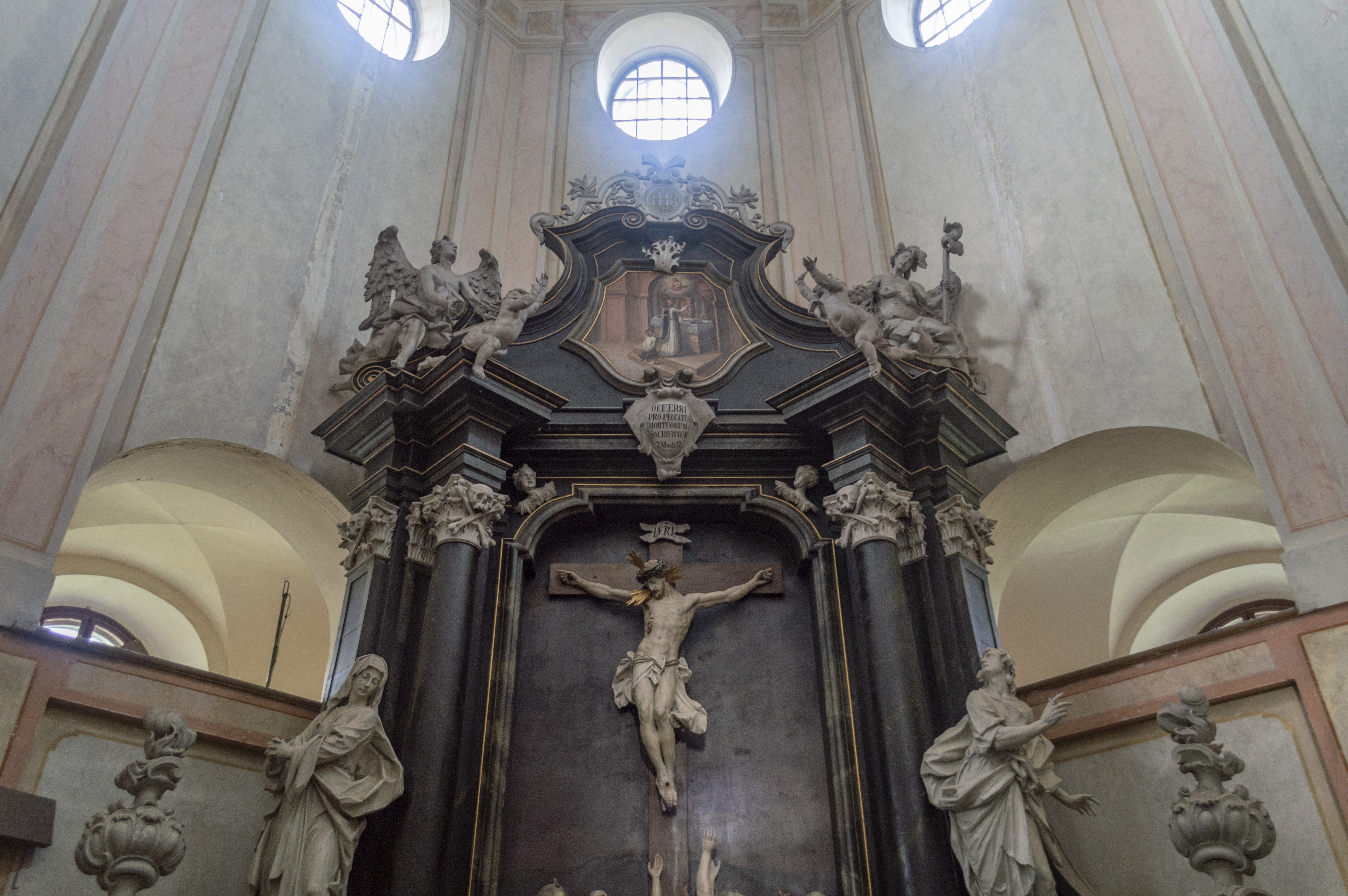
kaple sv. Kříže
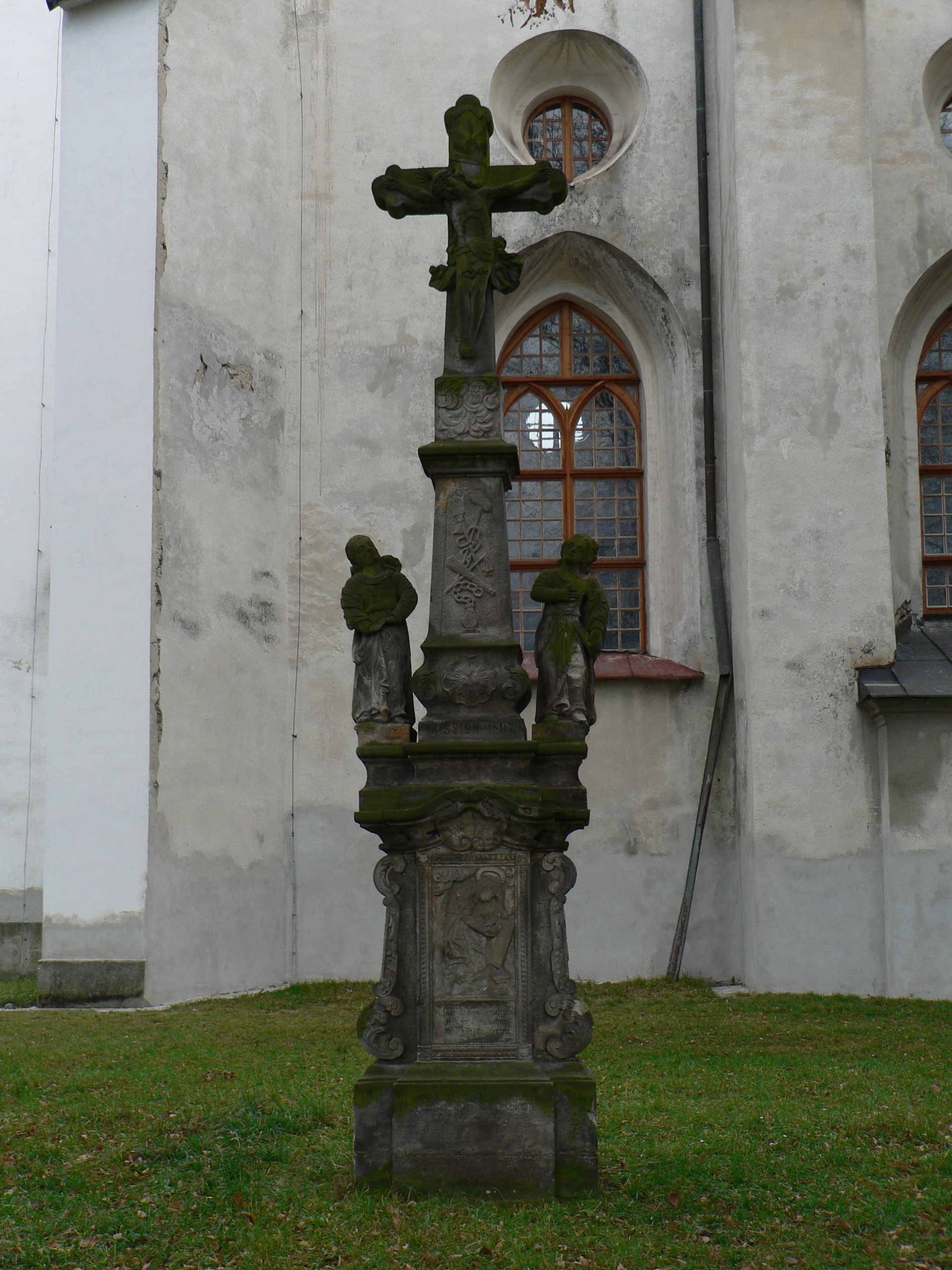
Sousoší u vchodu do kostela